# Petra Schulte

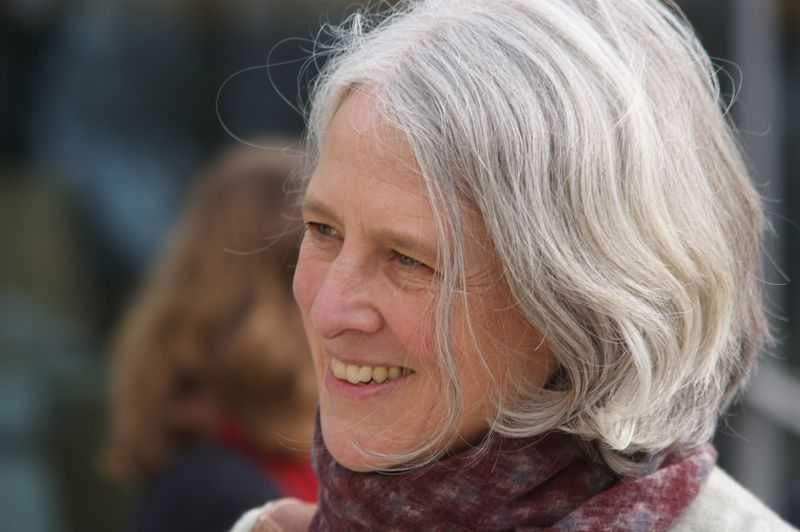
Petra Schulte, aufgenommen von Werner Maleczek im Jahr 2022

Petra Schulte (* 8. Mai 1970 in Düsseldorf) ist eine deutsche Historikerin. Seit 2014 lehrt Schulte als Professorin für Mittelalterliche Geschichte an der Universität Trier.

## Leben und Wirken
Petra Schulte legte 1989 das Abitur am Annette-von-Droste-Hülshoff-Gymnasium in Düsseldorf ab. Sie studierte von 1989 bis 1995 die Fächer Mittlere Geschichte, Neuere Geschichte, Politikwissenschaft und Publizistik an den Universitäten Münster und Rom. 1995 folgte das Magisterexamen in Münster. Von 1996 bis 2000 war Schulte wissenschaftliche Hilfskraft und Mitarbeiterin beim Münsteraner Sonderforschungsbereich 231 „Träger, Felder und Formen pragmatischer Schriftlichkeit im Mittelalter“. Im Jahr 1997 hatte sie ein dreimonatiges Forschungsstipendium am Deutschen Historischen Institut in Rom. Von Januar bis April 2000 war sie wissenschaftliche Mitarbeiterin beim Münsteraner Sonderforschungsbereich 496 „Symbolische Kommunikation und gesellschaftliche Wertesysteme“. Im Februar 2000 wurde sie in Münster mit einer von Hagen Keller betreuten Arbeit über das Vertrauen in Notariatsurkunden im kommunalen Italien des 12. und 13. Jahrhunderts promoviert.
Von 2000 bis 2011 war sie Wissenschaftliche Mitarbeiterin und Assistentin am Historischen Seminar der Universität zu Köln. Dort erfolgte 2011 ihre Habilitation über Die Idee der Gerechtigkeit im spätmittelalterlichen Herzogtum Burgund. Von 2011 bis 2012 hatte sie eine Vertretung des Lehrstuhls für Mittelalterliche Geschichte und Historische Hilfswissenschaften an der Johannes Gutenberg-Universität Mainz. Von 2012 bis 2013 war sie Gastdozentin am Deutschen Historischen Institut in Rom. Außerdem war sie als Heisenberg-Stipendiatin an der Universität Bielefeld tätig. Im Wintersemester 2013/14 übernahm sie die Lehrstuhlvertretung für Bernhard Jussen am Historischen Seminar der Goethe-Universität Frankfurt.
Seit dem Wintersemester 2014/15 lehrt Schulte als Professorin für Mittelalterliche Geschichte an der Universität Trier und trat damit die Nachfolge von Sigrid Schmitt an. Seit 2017 leitet sie zudem das Institut für Cusanus-Forschung an der Universität Trier. Seit 2016 ist sie Vorsitzende der Projektkommission Regesta Imperii bei der Mainzer Akademie der Wissenschaften und der Literatur und Vorsitzende der Projektkommissionen „Deutsche Inschriften“ bei der Mainzer Akademie der Wissenschaften und der Literatur. Sie war von 2018 bis 2020 Mitglied des wissenschaftlichen Beirats für die große Landesausstellung der Generaldirektion Kulturelles Erbe Rheinland-Pfalz „Die Kaiser und die Säulen ihrer Macht. Von Karl dem Großen bis Friedrich Barbarossa“. Seit Juni 2019 ist sie Vorsitzende des wissenschaftlichen Beirats des Deutschen Historischen Instituts in Rom. Seit Mai 2021 vertritt sie die Versammlung der Beiratsvorsitzenden als Gast im Stiftungsrat der Max Weber Stiftung. Sie ist unter anderem Mitglied der Vereinigung für Verfassungsgeschichte, der Cusanus-Gesellschaft, der European Society for the History of Political Thought, im Mediävistenverband und im Verband der Historiker und Historikerinnen Deutschlands.
Ihre Hauptarbeitsgebiete liegen im Zeitraum vom 12. bis 16. Jahrhundert. Sie erforscht vor allem die Geschichte der politischen und ökonomischen Ideen im europäischen 15. Jahrhundert (Traktatliteratur, Kunst, Texte pragmatischer Schriftlichkeit), Geschichte der Information, italienische Stadtgeschichte (schwerpunktmäßig Lombardei, Florenz und Venedig), Nikolaus von Kues sowie die Theorien und Methoden der (digitalen) Geschichtswissenschaft. Mit ihrer Dissertation hat sie den „öffentlichen Glauben“ (publica fides) für die Notariatsurkunden des 12. und 13. Jahrhunderts neu interpretiert. Die bisherige Forschung ging davon aus, dass die Glaubhaftigkeit eines Schriftstückes vornehmlich von der Investitur des Schreibers sowie der korrekten Einhaltung des Urkundenformulars abhing. Schulte konnte hingegen zeigen, dass sich die soziale Einbindung des Beurkundungsaktes auf die Glaubhaftigkeit des Dokumentes erheblich auswirkte.
Schulte hat über „Vertrauen“ und „Treue“ in einem epochenspezifischen Sinne als Motive für Herrschaftspraxis und Politik zahlreiche Studien veröffentlicht. Dabei geht es Schulte beim Stellenwert von Treue in der Herrschaftspraxis um die Frage, „wie der Begriff der Treue in der Politik des 12. Jahrhunderts verwendet, wie Treue zur Schau gestellt und welche Bedeutung ihr für das Funktionieren der politischen Ordnung zugesprochen wurde“. Weitere Forschungsschwerpunkte sind die Kulturgeschichte des Reichtums im mittelalterlichen Europa und Christine de Pizan. Reichtum wurde als Thema in der mittelalterlichen Wirtschafts- und Sozialgeschichte bislang kaum berücksichtigt. Mit Peter Hesse veröffentlichte Schulte daher 2015 einen Sammelband, der aus einer 2010 am Deutschen Studienzentrum in Venedig abgehaltenen Tagung hervorgegangen ist.

## Schriften
Monographien
- Scripturae publicae creditur. Das Vertrauen in Notariatsurkunden im kommunalen Italien des 12. und 13. Jahrhunderts (= Bibliothek des Deutschen Historischen Instituts in Rom. Band 101). Niemeyer, Tübingen 2003, ISBN 3-484-82101-9 (Zugleich: Münster, Westfalen, Universität, Dissertation).

Herausgeberschaften
- mit Peter Hesse: Reichtum im späten Mittelalter. Politische Theorie, ethische Norm, soziale Akzeptanz (= Vierteljahrschrift für Sozial- und Wirtschaftsgeschichte. Band 232). Steiner, Stuttgart 2015, ISBN 978-3-515-10943-7.
- mit Gabriele Annas und Michael Rothmann: Gerechtigkeit im gesellschaftlichen Diskurs des späteren Mittelalters (= Zeitschrift für Historische Forschung. Beiheft 47). Duncker & Humblot, Berlin 2012, ISBN 3-428-13706-X.
- mit Marco Mostert und Irene van Renswoude: Strategies of writing. Studies on text and trust in the Middle Ages. Papers from „Trust in Writing in the Middle Ages“ (Utrecht, 28–29 November 2002) (= Utrecht studies in medieval literacy. Band 13). Brepols, Turnhout 2008, ISBN 2-503-51758-7.